# رولف أولنجر
رالف «رولف» أولنجر (17 ديسمبر 1924 - 25 يونيو 2006) كان متزلجًا سويسريًا شارك في دورة الألعاب الأولمبية الشتوية 1948.

## روابط خارجية
- رولف أولنجر على موقع الاتحاد الدولي للتزلج (التزلج على المنحدرات الثلجية) (الإنجليزية)
- رولف أولنجر على موقع أوليمبيديا (الإنجليزية)